# ديف مكنمارا
ديف مكنمارا (بالإنجليزية: Dave McNamara)‏ هو مدرب خيول أسترالي، ولد في 22 يناير 1887 في Boosey, Victoria ‏ في أستراليا، وتوفي في 15 أغسطس 1967 في كولفيلد ‏ في أستراليا.

## وصلات خارجية
- ديف مكنمارا على موقع AustralianFootball.com (الإنجليزية)
- ديف مكنمارا على موقع AFLtables.com (الإنجليزية)